# Nic Testoni
Nicolas John "Nic" Testoni es un actor australiano, conocido por haber interpretado a Travis Nash en la serie Home and Away.

## Carrera
Nic tiene una compañía productora llamada "Reel World Productions".
El 10 de abril de 1995 se unió al elenco principal de la exitosa serie australiana Home and Away donde interpretó a Travis Nash, hasta el 11 de agosto de 1999, después de que su personaje decidiera mudarse a Canadá con su esposa Rebecca Fisher.
En el 2001 apareció como invitado en la serie BeastMaster donde interpretó a Nord Foreman.

## Filmografía
Series de televisión
| Año         | Serie         | Personaje    | Notas                    |
| ----------- | ------------- | ------------ | ------------------------ |
| 2001        | BeastMaster   | Nord Foreman | episodio "Tao's Brother" |
| 1995 - 1999 | Home and Away | Travis Nash  | 312 episodios            |
| 1994        | Over the Hill | Jeremy       | -                        |

Productor y escritor
| Año  | Programa     | Notas                           |
| ---- | ------------ | ------------------------------- |
| 2004 | Mr. Patterns | película - escritor & productor |

## Premios y nominaciones
| Año  | Categoría                     | Premio                  | Película/Serie | Resultado |
| ---- | ----------------------------- | ----------------------- | -------------- | --------- |
| 2004 | Emerging Australian Filmmaker | Melbourne Airport Award | -              | Ganador   |
| 1998 | Most Popular Actor            | Silver Logie Award      | Home and Away  | Nominado  |
| 1996 | Most Popular New Talent       | Logie Award             | Home and Away  | Ganador   |